# Campionati italiani assoluti di scherma del 1973
I Campionati italiani assoluti di scherma del 1973 sono stati organizzati dalla Federazione Italiana Scherma.
Nel fioretto, si sono aggiudicati i titoli dei campionati italiani Mauro Pinelli e Maria Consolata Collino, entrambi alla loro prima affermazione.
La spada ha visto la vittoria di Franco Bertinetti, che ha conquistato il suo primo titolo nazionale maschile.
Nella sciabola Mario Aldo Montano ha vinto il suo primo titolo.
Nei campionati italiani a squadre maschili il Centro Sportivo Carabinieri ha vinto sia nel fioretto, secondo titolo dopo quello del 1971, mentre la Società del Giardino di Milano ha vinto il suo undicesimo titolo nella spada.
Il campionato italiano di fioretto a squadre femminile è andato per la nona volta al Club Scherma Torino.

## Podi

### Uomini
| Specialità  | Oro                           | Argento | Bronzo |
| Individuali |                               |         |        |
| Fioretto    | Mauro Pinelli                 | -       | -      |
| Spada       | Franco Bertinetti             | -       | -      |
| Sciabola    | Mario Aldo Montano            | -       | -      |
| A squadre   |                               |         |        |
| Fioretto    | Carabinieri -                 | -       | -      |
| Spada       | Società del Giardino Milano - | -       | -      |
| Sciabola    | Carabinieri -                 | -       | -      |

### Donne
| Specialità  | Oro                     | Argento | Bronzo |
| Individuali |                         |         |        |
| Fioretto    | Maria Consolata Collino | -       | -      |
| A squadre   |                         |         |        |
| Fioretto    | Club Scherma Torino -   | -       | -      |